# Zweizeitig
Zweizeitig beschreibt ein in zwei zeitlich getrennten Phasen vorgehendes Ereignis, z. B. in der Medizin eine zweizeitige Operation oder eine zweizeitige Milzruptur.

## Medizin
Nach direkter Verletzung oder nach stumpfem Bauchtrauma (Sturz oder Schlag) kann es zur Milzruptur mit Blutung in die Bauchhöhle kommen. Wenn die dünne Bindegewebskapsel gleichzeitig mit dem Parenchym der Milz einreißt, handelt es sich um eine einzeitige Milzruptur. Von einer Zweizeitgen Milzruptur spricht man, wenn zuerst das Parenchym der Milz verletzt wird und es erst zu einem späteren Zeitpunkt zu einem Riss der Bindegewebskapsel kommt. Die zweizeitige Milzruptur ist gefährlich, da sie leicht zu übersehen ist. Der Patient entwickelt erst Stunden bis Tage nach der Verletzung Symptome wie Schmerzen im linken Oberbauch oder Schock durch den Blutverlust in die freie Bauchhöhle.
Bestimmte komplexe Operationen, insbesondere bei angeborenen Herzfehlern in der pädiatrischen Kardiologie, werden in 2 Phasen durchgeführt, auch Brustrekonstruktion nach Mastektomie, Fazialisrekonstruktion, Unterkieferrekonstruktion, Sehnenrekonstruktion oder Harnröhrenrekonstruktion.
Ein wiederauftauchendes Fieber wird zweizeitiges Fieber genannt.

## Konstruktionen
Bei zwei Bauphasen für ein Gebäude spricht man von zweizeitiger Konstruktion.